# لئوناردو د میتری
لئوناردو د میتری (ایتالیایی: Leonardo De Mitri؛ ‏ ۳۱ اوت ۱۹۱۴ – ۱۶ ژوئیهٔ ۱۹۵۶) یک هنرپیشه، نویسنده و کارگردان فیلم اهل ایتالیا بود.
از فیلم‌ها یا مجموعه‌های تلویزیونی که وی در آن‌ها نقش داشته‌است می‌توان به تبهکاران اشاره نمود.